# 厚狭駅
厚狭駅（あさえき）は、山口県山陽小野田市大字厚狭字沖田にある、西日本旅客鉄道（JR西日本）・日本貨物鉄道（JR貨物）の駅。

## 概要

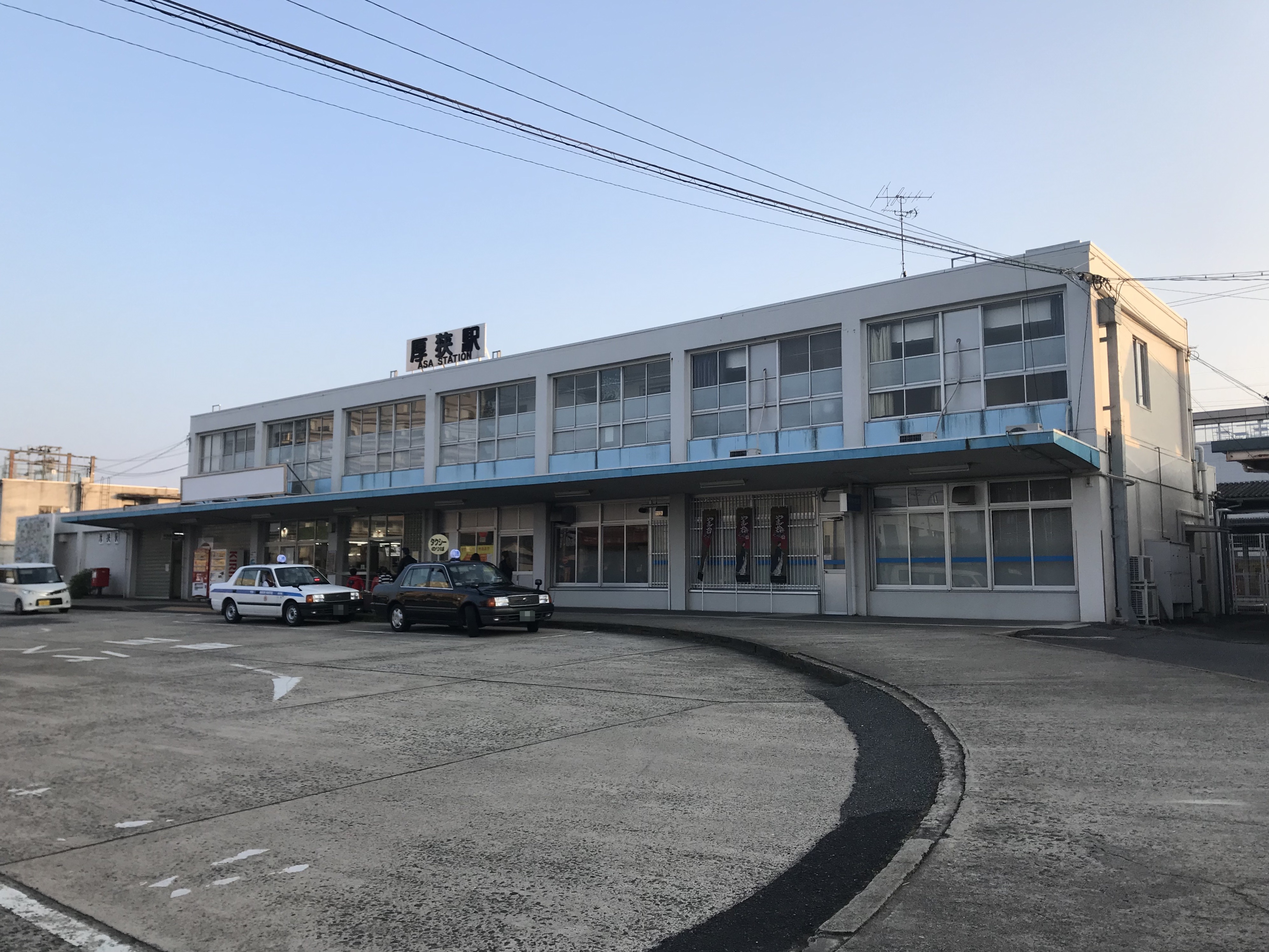
在来線口駅舎（2018年3月）

山陽新幹線と、在来線は当駅の所属線である山陽本線、当駅を起点とする美祢線の3路線の接続駅となっている。宇部線・小野田線・美祢線の運行管理を行うCTCセンターである、広島総合指令所厚狭派出が併設され、宇部・小野田地区の列車運行の中枢となっている。なお、山口地域鉄道部の設立に伴い、山陽本線における下関地域鉄道部の管轄駅は当駅から下関側となったが、2019年に両鉄道部は山口エリア統括部の発足に伴い廃止されている。事務管コードは▲800652を使用している。
山陽新幹線の駅は1999年に開業しており、山陽新幹線では最も新しい駅である。新幹線駅の開設から2023年3月18日ダイヤ改正後の現在まで、山陽新幹線の駅では唯一定期列車で『こだま』以外が停車しない駅である（臨時列車に限れば2014年度に下りの『ひかり』と『さくら』の停車はある）。駅のある山陽小野田市では『ひかり』の停車に向けた働きかけを行っているが、2006年12月13日の山陽小野田市議会で、当時JR西日本が同駅へのひかり停車を「実現不可能」なDランクに位置づけていることが明らかにされている。
貨物取扱は1984年（昭和59年）以降行われていないが、2013年までは美祢線と山陽本線宇部方面を直通する貨物列車が存在したため、機関車の付け替え作業などが行われていた。かつては、山口県内で貨物列車を牽引するディーゼル機関車の拠点である、幡生機関区厚狭派出が併設されていた。

## 歴史
- 1900年（明治33年）12月3日：山陽鉄道が三田尻駅（現在の防府駅）から延伸し、その終着として開業[3]。旅客及び貨物の取扱を開始[3]。
- 1901年（明治34年）5月27日：山陽鉄道が馬関駅（現在の下関駅）まで延伸し、途中駅となる。
- 1905年（明治38年）9月13日：山陽鉄道が大嶺駅までの支線（現・美祢線）を開業[9]。
- 1906年（明治39年）12月1日：山陽鉄道が国有化され、官設鉄道の駅となる[9]。
- 1909年（明治42年）10月12日：線路名称制定。山陽本線の所属となり、大嶺方面への支線は大嶺線となる[9]。
- 1924年（大正13年）3月23日：線路名称改定[9]。大嶺線が美禰線（1963年より「美祢線」と表記[10]）に改称される[9]。
- 1959年（昭和34年）5月15日：駅舎を改築し落成式を挙行する（使用開始は5月17日）[11]。鉄筋コンクリート造2階建てで、改築費2500万円全額分の利用債を地元が引き受けた[11]。
- 1984年（昭和59年）1月21日：貨物の取扱を廃止[10]。駅北口の西側に有蓋車用の貨物ホームが設置されていた。
- 1986年（昭和61年）4月1日：荷物扱い廃止[3]。
- 1987年（昭和62年）
  - 3月31日：貨物の取扱を再開[10]。但し、将来貨物設備が整備されることに備えたものであり、発着列車の設定は無い[10]。
  - 4月1日：国鉄分割民営化により、西日本旅客鉄道（JR西日本）・日本貨物鉄道（JR貨物）の駅となる[10]。
- 1996年（平成8年）
  - 5月21日：運輸省から新幹線駅の設置認可[12]。
  - 7月27日：新幹線駅施設工事に着手[13]。
- 1999年（平成11年）3月13日：山陽新幹線の停車駅となる[1]。
- 2005年（平成17年）3月22日：山陽小野田市成立に伴い、所在地表示が現行のものになる。
- 2009年（平成21年）8月29日：EX-IC導入に伴い、在来線改札口に簡易IC読取機を設置。
- 2010年（平成22年）7月15日：美祢線が集中豪雨による災害（平成22年梅雨前線豪雨）で不通となる。21日から代行バス運転開始。
- 2011年（平成23年）9月26日：この日の始発から美祢線全線の運転が再開。
- 2022年（令和4年）
  - 2月21日：新幹線口にみどりの券売機プラス、在来線口にみどりの券売機を導入[14]。
  - 4月17日：みどりの窓口の営業を終了[5]。
- 2023年（令和5年）
  - 4月1日：山陽本線でICカード「ICOCA」の利用が可能となる[15][16]。
  - 7月1日：美祢線が集中豪雨による災害で不通となる[17]。4日から代行バス運転開始[18][19]。
- 2024年（令和6年） 
  - 4月1日：在来線ホームのうち、6番のりば山陽本線上り新山口方面、7番のりば山陽本線下り下関方面にエレベーターが設置され、運用開始された。

## 駅構造
在来線は4面5線の地上駅。元来は4面8線（のりば番号：0,1,2,3,5,6,7,8）のホームを持っていたが、5番のりば（6番のりば反対側、山陽上り待避線）、8番のりば（7番のりば反対側、山陽下り待避線）は廃止され、前後のポイント撤去により線路は本線から分離されている。また、1番のりば東側切欠部に0番のりば（美祢線用）があったが、廃止され線路は撤去されホームに柵が設置され立ち入りできない。原則として山陽線は下り列車（下関方面）が7番のりば、上り列車（新山口方面）が6番のりば、美祢線列車は1番のりば（一部2番のりば）を使用するが山陽線の一部列車は2・3番のりば（美祢線予備ホーム）を使用する。なお、4番線はホームのない中線で貨物列車が使用する場合がある。ホーム間の連絡は跨線橋を使う。在来線のホームにエレベーターやエスカレーターは無かったが、2024年4月1日、山陽本線新山口方面6番のりばと下関方面7番のりばにエレベーターが設置された。そのため、在来線口を除き、新幹線口ならびに山陽新幹線や一部を除いた6・7番のりば発車の大半の山陽本線の利用においては、階段を使わずに行き来できるようになった。
新幹線は内側に上下通過線を挟む相対式2面2線（11,12）の高架駅。高架橋の側壁が最低限しか削られておらず、大部分が残っている（後に開業した上越新幹線本庄早稲田駅も同様の構造）。ホームそのものは16両編成対応となっているが、駅開業時点では16両編成で停車する列車は上下各1本のみで、大半の列車は4・6両編成だった（現在は8両編成のみ）ため、屋根は6両分しかない（新幹線口の写真参照）。
駅舎は新幹線口（南口）と在来線口（北口）の2つ。両改札口と在来線各ホームは跨線橋で連絡している。
新幹線口（南口）は1999年の新幹線駅開設時に設けられ、新幹線改札・乗り換え改札は自動改札機が設置されている。また、入口と改札階との間、改札階と新幹線ホームとの間にはエレベータがある。新幹線ホームと改札階の間には上りエスカレーターがある（下りエスカレーターは無い）。
在来線口（北口）の改札口から新幹線ホームへ向かう場合は、一旦在来線コンコースの跨線橋を通り抜け、新幹線口（南口）の乗り換え改札を通ることになる。そのため在来線口の改札口には山陽本線のICOCA対応以前からICカード簡易読取機が置かれていたが、当初これは山陽新幹線のEX-ICおよびスマートEXの利用客用とされていた。現在はICOCA簡易改札機として使用されている。
直営駅であり、新幹線口にみどりの券売機プラス、在来線口にみどりの券売機が設置されている。

### のりば
| のりば       | 路線            | 方向            | 行先             | 備考             |
| 在来線ホーム | 在来線ホーム    | 在来線ホーム    | 在来線ホーム     | 在来線ホーム     |
| ------------ | --------------- | --------------- | ---------------- | ---------------- |
| 1            | ■美祢線(運休中) | ■美祢線(運休中) | 美祢・長門市方面 | 美祢・長門市方面 |
| 2            | ■美祢線(運休中) | ■美祢線(運休中) | 美祢・長門市方面 | 一部列車         |
| 2            | ■山陽本線       | 下り            | 下関方面         | 早朝の始発列車   |
| 3            | ■山陽本線       | 上り            | 新山口・防府方面 | 一部列車         |
| 3            | ■山陽本線       | 下り            | 下関方面         | 一部列車         |
| 6            | ■山陽本線       | 上り            | 新山口・防府方面 | 新山口・防府方面 |
| 7            | ■山陽本線       | 下り            | 下関方面         | 下関方面         |
| 新幹線ホーム |                 |                 |                  |                  |
| 11           | 山陽新幹線      | 上り            | 広島・新大阪方面 | 広島・新大阪方面 |
| 12           | 山陽新幹線      | 下り            | 小倉・博多方面   | 小倉・博多方面   |

- 1番のりばからは美祢線方面と山陽本線下り方面への発車が、2・3番のりばと4番線（ホームのない中線）からは美祢線方面と山陽本線上下双方への発車が可能。6・7番のりばは山陽本線の片方向発車のみの対応。夜間滞泊が設定されている。
- 2002年1月の時点では山陰線の下関駅発着の気動車列車の夜間留置運用があった[24]。

## 利用状況
1日の平均乗車人員は以下の通り。2023年度の1日当たりの利用者数は2,832人。山陽新幹線の在来線併設駅の中では最も乗車人員が少ない（新幹線単独駅を含めると、新岩国駅、新尾道駅、東広島駅に次いで少ない）。
| 乗車人員推移 | 乗車人員推移 |
| 年度         | 1日平均人数  |
| ------------ | ------------ |
| 1999         | 1,984        |
| 2000         | 2,032        |
| 2001         | 1,968        |
| 2002         | 1,887        |
| 2003         | 1,840        |
| 2004         | 1,817        |
| 2005         | 1,783        |
| 2006         | 1,804        |
| 2007         | 1,810        |
| 2008         | 1,774        |
| 2009         | 1,681        |
| 2010         | 1,618        |
| 2011         | 1,658        |
| 2012         | 1,637        |
| 2013         | 1,597        |
| 2014         | 1,527        |
| 2015         | 1,579        |
| 2016         | 1,601        |
| 2017         | 1,620        |
| 2018         | 1,612        |
| 2019         | 1,559        |
| 2020         | 1,167        |
| 2021         | 1,230        |
| 2022         | 1,321        |
| 2023         | 1,416        |

## 駅周辺
駅開設時からある北口は旧・山陽町の中心市街地となっており、駅前に三年寝太郎の銅像が立つ。一方、南側は山陽新幹線停車前は改札や自由通路がなかったこともあり、市街化はされず基本的には田園風景が広がっていたが、新幹線駅開業後に土地区画整理事業が施行され、2009年度に完了した。駅の東側は厚狭川が流れている。

### 北口周辺
- 山陽小野田市山陽総合事務所
- 山陽小野田市厚狭公民館
- 山陽小野田市立厚狭図書館
- 山陽小野田市立厚狭小学校
- 山陽小野田市立厚狭中学校
- 山口県立厚狭高等学校
- 厚狭税務署
- 厚狭自動車学校
- NTT厚狭電話交換所
- 厚狭郵便局
- 西京銀行厚狭支店
- 山口県信用組合厚狭支店
- 山口銀行厚狭支店
- 山口県道228号厚狭停車場線
- 山口県道225号船木津布田線
- マックスバリュ 厚狭店
- マルキュウ 厚狭店

### 南口周辺
- 山陽小野田市文化会館
- 岡石丸運動広場
- 物見山総合公園
- 日本化薬厚狭工場
- 山口県道227号厚狭停車場郡線
- 国道2号 / 国道9号（厚狭・埴生バイパス）

### バス路線
- 船木鉄道
  - 美祢、小野田・宇部新川、埴生、船木

## 隣の駅
西日本旅客鉄道（JR西日本）
 山陽新幹線
新山口駅 - 厚狭駅 - 新下関駅
■山陽本線
小野田駅 - 厚狭駅 - 埴生駅
■美祢線
厚狭駅 - （鴨ノ庄信号場） - 湯ノ峠駅